# Недзвецкий, Антон Петрович
Антон Петрович Недзвецкий (1902, Могилёвская губерния — 1992, Душанбе) — советский геолог, академик Академии наук Таджикской ССР (1953).

## Биография
Родился 17 (30) января 1902 года в деревне Улуки, Пропойский уезд, Могилёвская губерния, Российская империя.
В 1934 году окончил Ленинградский горный институт.
В Работал в составе Таджикско-Памирской экспедиции ((1928—1931)
С 1939 года в Таджикском геологическом управлении, в 1947—1953 главный геолог.
В 1953—1957 вице-президент Академии наук Таджикской ССР.
В 1957—1962 первый заместитель председателя Государственного комитета Таджикской ССР по науке и технике. Старший референт Управления делами Совета Министров Таджикской ССР (1962—1972).
с 1972 консультант Института геологии Академии наук Таджикской ССР.
Открыл ряд месторождений полезных ископаемых (в том числе Джижикрутское месторождение сурьмы и ртути). Один из авторов геологических карт Таджикской ССР в масштабе 1:750 000, 1:100 000 и др.
Скончался 18 января 1992 года в городе Душанбе, похоронен в Душанбе.

## Звания, награды и премии
- Заслуженный геолог Таджикской ССР (1972).

Награждён орденами Трудового Красного Знамени, «Знак Почёта», Дружбы народов, медалями «За трудовое отличие», «За трудовую доблесть», «За доблестный труд в Великой Отечественной войне 1941—1945 гг.»

## Членство в организациях
- 1957 — КПСС.
- Председатель Таджикского филиала Географического общества СССР.